# The Elder Scrolls IV: Shivering Isles
The Elder Scrolls IV: Shivering Isles est le second add-on développé par Bethesda Softworks pour The Elder Scrolls IV: Oblivion. Il est sorti aux États-Unis le 26 mars 2007 et en Europe le 30 mars 2007.
Cette extension propose de nouvelles quêtes, de nouveaux personnages, de nouvelles armes, et surtout un nouveau continent entier à explorer. Shivering Isles augmente la surface du jeu original d'environ 25 %. La durée de vie estimée par les développeurs est d'une trentaine d'heures de jeu.
L'action se situe dans un plan parallèle, le royaume du dieu daedrique fou Sheogorath. Le joueur est libre d'aller et venir du royaume de Cyrodiil (où se déroule le reste du jeu Oblivion) vers le royaume des Shivering Isles.
Le thème sur lequel cette nouvelle zone de jeu est composée est celui de la folie.

## Géographie
À la suite de l'installation de cette extension, une nouvelle quête apparaît au bout de 24 heures dans le journal de quêtes. Elle mentionne l'apparition d'un portail sur un petit îlot au sud-est de la capitale. C'est à cet endroit que se trouve le portail dimensionnel qui permet d'accéder aux Shivering Isles.
Une fois le portail traversé, le joueur est cantonné à une petite zone au Sud-Ouest des Shivering Isles. Afin de pouvoir accéder à l'ensemble de la carte, il devra d'abord franchir les portes de la folie, en affrontant son très puissant gardien.
En dehors de cette première zone, le royaume des Shivering Isles est divisé en deux parties, Dementia et Mania. Ces deux parties sont complètement opposées, à l'image du dieu. Mania est lumineux et coloré à l'excès, à l'inverse Dementia est sombre et lugubre avec des paysages brumeux et marécageux.
La capitale des Shivering Isles se nomme New Sheoth. Celle-ci est divisée en trois districts : Euphoria, Creuset et le Quartier du Palais. Quelques villages et de nombreux campements parsèment également la carte. Enfin, de nombreuses ruines et donjons sont répartis sur toutes les Shivering Isles, pour le plus grand bonheur des joueurs.

## La trame
Le jeu débute lorsqu'un portail apparaît sur une île proche de Bravil. Ce portail excite les esprits et on comprend rapidement qu'il s'agit d'un passage vers les Shivering Isles, domaine du prince daedrique Sheogorath. Son royaume souffrant d'un mal étrange, ce dernier cherche quelqu'un qui parviendra à découvrir la cause de ce tourment et l'enrayer à tout jamais...
Outre de nombreuses quêtes annexes, la trame principale des Shivering Isles verra le joueur entrer dans la cour du dieu fou Sheogorath, et se mettre à son service pour préparer le royaume à faire face à une terrible invasion des Chevaliers de l'Ordre, sbires de Jyggalag, éternel ennemi de Shéogorath.

## Le thème de la folie
La folie est présente sous de nombreuses formes dans cette extension.
Les habitants souffrent généralement d'un désordre psychologique, et auront parfois des requêtes (qui seront des quêtes secondaires) parfois loufoques, comme retrouver une fourchette perdue, trouver de nouvelles pièces pour le musée des bizarreries, ou trouver un endroit abrité pour ne pas recevoir le ciel sur la tête.
La ville de Dédoubla (Split en VO) a également toute sa population en double, chaque habitant ayant une incarnation bénéfique et une incarnation maléfique.
Le dieu Sheogorath souffre également d'une double personnalité et d'un mental dérangé, comme en témoignent quelques-unes de ses répliques :
- « Jyggalag est le prince daedrique de l'Ordre… ou, des biscuits… Non, non de… de l'Ordre »
- « Je n'y avais jamais pensé avant d'y avoir pensé ! »"
- « Je suis si heureux que je pourrais vous arracher vos intestins et vous étrangler avec. »
- « Et hop ! Sortez les intestins ! »
- « À plus tard ! Revenez me voir ! Sinon je vous arrache les yeux ! (rire) »
- « Je vous arracherais les yeux ! Et les garderais… en souvenir !. »
- À noter que le dieu Sheogorath a le même visage que le psychanalyste Sigmund Freud étant jeune.

## Accueil
- Jeuxvideo.com : 15/20[1]